# Реверберация нервных импульсов
Реверберация (циркуляция) нервных импульсов (англ. reverberatory activity, reverberatory trace, reverberation) — многократное прохождение нервных импульсов по замкнутым цепям нейронов. Этот процесс лежит в основе одной из теорий кратковременной памяти, которая была предложена Д. Хеббом в 1949 году. Согласно данной теории, продолжаясь определённое время (обычно в течение нескольких секунд или десятков минут), реверберация приводит к морфофункциональным и биохимическим изменениям в синапсах и улучшению проведения импульсов. Сам термин «реверберация» подразумевает постепенное затухание нервного импульса в процессе его «отражения» по нейронам. Прекращение данного процесса происходит либо вследствие истощения запасов нейромедиатора в нейронах цепи, либо из-за поступления тормозного импульса к одному из нейронов цепочки реверберации.
Предполагается, что замкнутые круги циркуляции импульсного возбуждения существуют как внутри коры большого мозга, так и между корой и подкорковыми образованиями (в частности, таламокортикальные нервные круги), содержащими как сенсорные, так и гностические нервные клетки. Первым замкнутые цепи нейронов в разных частях мозга описал Рафаэль Лоренте де Но и назвал их «нейронные ловушки».

## Реверберация как основа для длительного эффекта последействия
Эффект последействия — это сохранение возбуждения после прекращения действия раздражителя. Продолжительность этого возбуждения может во много раз превышать время самого раздражения. И обычно чем сильнее раздражитель, тем дольше длится возбуждение. Существует кратковременный и длительный эффект последействия, каждый из которых имеет свой механизм возникновения.
Именно реверберация нервных импульсов является механизмом длительного эффекта последействия. То есть данный эффект обусловлен циркуляцией нервных импульсов по замкнутым, разветвлённым нейронным цепям нервного центра. В таких цепях аксоны возбуждаемого нейрона имеют коллатерали на соме (теле) той клетки, которая его возбудила. Поэтому нейроны последовательно и взаимно возбуждают друг друга. Эти цепи могут состоять не из двух и даже не из двух десятков, а из гораздо большего числа клеток, часто расположенных на значительном удалении друг от друга. Функционировать в таком режиме они могут достаточно длительное время (от секунд до часов). Реверберация может прекратиться, если наступит утомление какого-нибудь из синапсов в этих нейронных цепях или если активность всей цепи остановится тормозными нейронами, активированными какой-либо из её же клеток.

## Реверберация в контексте теории Дональда Хебба
Толчком к развитию теории стало открытие и описание Рафаэлем Лоренто де Но «нейронных ловушек». Эту идею продолжил Дональд Хебб и создал свою теорию: он объяснил процесс консолидации (то есть переход информации из кратковременной в долговременную память) с помощью реверберации (он первым ввёл этот термин в психофизиологию). Идею реверберации поддержали и продолжили другие авторы. Например, в 1966 в подтверждение этой идеи  Терье Лёмо была обнаружена долговременная потенциация (LTP) в гиппокампе кроликов. В 1976 году Джон Экклс выдвинул теорию селекции повторного входа в замкнутых (реверберирующих) цепях нейронов в качестве основного инструмента функционирования коры мозжечка.
Согласно теории Хебба, существование следа памяти в виде реверберирующих электрических импульсов является необходимым условием для перехода энграммы (следа памяти) из кратковременной в долговременную память. Прерывание или предотвращение реверберации должно приводить к физическому разрушению следа памяти и его исчезновению. В качестве такого прерывающего фактора (амнестического агента) может выступать электрошок, сильные мозговые травмы, эпилептический приступ, наркоз, гипоксия и др. Чтобы проверить правильность этой теории, разные авторы проводили опыты с использованием методов экспериментальной ретроградной амнезии. Причём данные эксперименты проводились и до появления теории Хебба. Но именно она по-своему объяснила явление ретроградной амнезии. 
Первые исследования были начаты Карлом Дунканом. Он обучал крыс идти налево или направо по T-образному лабиринту, а потом воздействовал на них электрошоком. Если это воздействие происходило в течение 15 мин после окончания тренировки по выработке привычки, то крысы забывали эту привычку. Период от 15 мин до 1 ч после обучения Дункан назвал «интервалом консолидации», когда обучение проходит успешно (привычка сохраняется в памяти), а воздействие электрошоком в это время не может нарушить данный процесс. Позже такие эксперименты были проведены другими авторами с разными амнестическими агентами. Полученные результаты в целом подтвердили генеральную идею: действительно, амнестический агент, применённый через короткий интервал времени после обучения (когда энграмма неустойчива), вызывал нарушение памяти в форме ретроградной амнезии.

### Критика теории
Появились данные, которые не могли быть объяснены в рамках теории Хебба и временной концепции. Самыми важными из них являются данные о восстановлении памяти (спонтанное восстановление), потому что они резко противоречат тезису о физическом уничтожении следа, если он до амнестического воздействия не прошёл стадию консолидации.
Кроме того, в специальных контрольных опытах было установлено, что циклические усиления и ослабления активности нейронов при возбуждении микроансамбля, принимаемые обычно за реверберацию, в действительности с ней не связаны. Полагают, что они являются следствием циклических колебаний активности механизмов нейрона-пейсмейкера, предопределяющих ритмический рисунок его разрядов.